# 加拉帕戈斯板塊

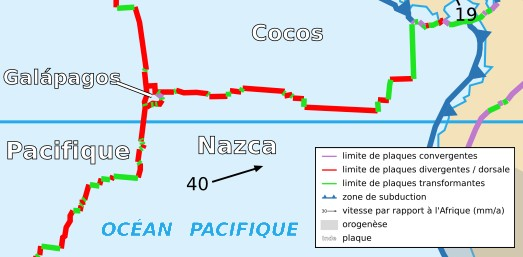
加拉帕戈斯板塊

加拉帕戈斯板塊（Galapagos Microplate）是南美洲西岸海域的小型板塊，位於加拉帕戈斯群島附近，在納斯卡板塊、科科斯板塊和太平洋板塊三個大型板塊間以順時針方向轉動，北面的更小型板塊北加拉帕戈斯板塊（Northern Galapagos Microplate）以逆時針方向轉動。

## 外部連結
- Galapagos Microplate